# اسکندر زند
اسکندر زند متولد ۱۳۴۶ شهرستان اراک هستند. مدرک کاردانی را در رشته علوم زراعی در سال ۱۳۶۶ و کارشناسی را در رشته زراعت و اصلاح نباتات در سال ۱۳۷۱ از دانشگاه زنجان، مدرک کارشناسی ارشد را در رشته زراعت از دانشگاه فردوسی مشهد در سال ۱۳۷۴ و مدرک دکترای تخصصی (Ph.D) را در رشته اکوفیزیولوژی گیاهان زراعی در سال ۱۳۷۹ از همان دانشگاه دریافت کردند. هم‌اکنون نیز عضو هیئت‌علمی و استاد پژوهش مؤسسه تحقیقات گیاه‌پزشکی کشور هستند. ایشان تاکنون اجرای بیش از ۹۵ فقره پروژه تحقیقاتی ملی و مستقل، تألیف، گردآوری یا ترجمه ۴۴ کتاب درسی، کمک درسی و کاربردی، چاپ ۲۶۵ مقاله داخلی و خارجی، راهنمایی و مشاوره ۱۳۰ پایان‌نامه کارشناسی ارشد و رساله دکترا را عهده‌دار بودند. وی تاکنون برنده جایزه کتاب قابل تقدیر سال جمهوری اسلامی ایران در سال ۱۳۹۲، برنده جایزه کتاب قابل تقدیر دومین دوره هفته کتاب کشاورزی و منابع طبیعی کشور در سال ۱۳۹۹ و نیز برنده جایزه محقق پیشکسوت نوزدهمین دوره جایزه دکتر تقی ابتکار در سال ۱۴۰۲ شدند. برخی از افتخارات و جوایز علمی ایشان از زمان دانشجویی تاکنون شامل انتخاب دانشجوی نمونه کشور و دریافت لوح تقدیر از ریاست محترم جمهور (سال ۱۳۷۸)، برگزیده پژوهشگر برتر وزارت جهاد کشاورزی، اخذ رتبه سوم طرح‌های کاربردی در بیست و یکمین جشنواره بین‌المللی خوارزمی و عضو بنیاد نخبگان کشور و اخذ گواهینامه پژوهشگر برتر از سازمان بین‌المللی اکو و نیز دریافت جایزه پژوهش و نوآوری بنیاد ملی نخبگان کشور در سال ۱۳۸۶، انتخاب به‌عنوان چهره تأثیرگذار علوم زراعت و اصلاح نباتات کشور در سال ۱۳۹۷ می‌باشد. از عمده فعالیت‌های اجرایی ایشان می‌توان به معاون وزیر جهادکشاورزی و رئیس سازمان تحقیقات، آموزش و ترویج کشاورزی (۱۳۹۲ تا ۱۳۹۷)، مشاور وزیر جهادکشاورزی (۱۳۹۷ تا ۱۳۹۹)، رئیس انجمن علوم علف‌های هرز ایران (۱۳۹۲ تا ۱۳۹۶)، مرجع ملی کنوانسیون تنوع زیستی ایران (۱۳۹۷ تا ۱۴۰۰)، دبیر سند ملی کشاورزی دانش بنیان و غذا (۱۳۹۹ تا ۱۴۰۲)، دبیر کمیسیون اخلاق در کشاورزی و غذا وزارت جهادکشاورزی (۱۴۰۲ تاکنون)، دبیر کمیسیون هماهنگی شورای عالی علوم، تحقیقات و فناوری (۱۳۹۸ تاکنون)، سردبیر مجله علمی و پژوهشی علوم علف‌های هرز از سال ۱۴۰۲ تاکنون است و عضو شورای عالی حفاظت محیط زیست کشور از ۱۴۰۳ به‌مدت سه سال اشاره کرد.

## سوابق تحصیلی
- کاردانی امور زراعی، دانشگاه زنجان، ۱۳۶۷–۱۳۶۴.
- کارشناسی زراعت و اصلاح نباتات، دانشگاه زنجان، ۱۳۷۰–۱۳۶۸.
- کارشناسی ارشد زراعت، دانشگاه فردوسی مشهد، ۱۳۷۴–۱۳۷۲،
- دکتری فیزیولوژی گیاهان زراعی- فیزیولوژی علف کش‌ها و مقاومت به علف‌کش‌ها، دانشگاه فردوسی مشهد، ۱۳۷۹–۱۳۷۵

## دیدگاه‌ها

### گیاهان تراریخته
زند: سیاست دولت، گسترش همکاری با موسسات بین‌المللی تحقیقات کشاورزی است.
وی ادامه داد: جمهوری اسلامی ایران از اعضای شورای مشورتی تحقیقات بین‌المللی کشاورزی (CGIAR) و از دو سال پیش عضو شورای مرکزی آن است. داده‌های بزرگ، بهره‌برداری از ذخایر توارثی و اصلاح نباتات سه اولویت اصلی ۱۴ مؤسسه تحقیقاتی وابسته به شورای مشورتی تحقیقات بین‌المللی کشاورزی (CGIAR)، است. مؤسسه تحقیقات برنج (IRRI) هم از زیرمجموعه‌های CGIAR محسوب می‌شود و جمهوری اسلامی ایران از گذشته دور طبق قوانین کشور در آن عضویت داشته است. وی افزود: ما رسماً اعلام می‌کنیم که دولت ما به حکم قانون به CGIAR حق عضویت پرداخت کرده و موضع ما گسترش همکاری در این حوزه‌ها به خصوص در حوزه زیست‌فناوری (بیوتکنولوژی) است.

### بخش خصوصی
اسکندر زند ظهر چهارشنبه در نخستین همایش ملی گوسفند افشاری در محل دانشگاه زنجان با بیان اینکه یکی از راه‌های پرکردن خلاء فناوری، میدان دادن به بخش خصوصی و از آن جمله شرکت‌های دانش بنیان است، افزود: بهره‌گیری از بخش خصوصی و ظرفیت‌های بین‌المللی یکی از ارکان مهم نفوذ تکنولوژی در بخش تحقیقات کشاورزی است. وی با بیان اینکه در حال حاضر، ۲۰۰۰ نفر هیئت علمی وزارت جهاد کشاورزی و ۶ هزار نفر نیز هیئت علمی دانشگاه‌ها هستند، افزود: باید نقش بیشتری در نفوذ تکنولوژی در پروژه‌های کشاورزی داشته باشند. بهره‌گیری از بخش خصوصی و ظرفیت‌های بین‌المللی نیز یکی دیگر از ارکان نفوذ تکنولوژی در بخش تحقیقات کشاورزی است. زند در جمع خبرنگاران در اراک، اظهار کرد: در مجموعه تحقیقات وزارت جهاد کشاورزی رویکرد اصلی واگذاری دانش فنی به بخش خصوصی است.